# Іван Міклош
Іван Міклош (словац. Ivan Mikloš; нар. 2 червня 1960, Свидник, Чехословаччина) — словацький політик українського (русинського) походження, заступник прем'єр-міністра і міністр економіки в 1998–2002 роках, заступник прем'єр-міністра і міністр фінансів у 2002–2006 роках, з 2010 по 2012 був заступником прем'єр-міністра і міністром фінансів в уряді Івети Радічової.

## Життєпис
Іван родом з Підкарпаття і має русинське походження.
У 1979–1983 роках він вивчав економіку в Університеті економіки в Братиславі. Після навчання з 1983 по 1987, він був асистентом, а потім старшим асистентом (1987–1990) в Університеті економіки в Братиславі. У 1990 році він став радником віце-прем'єра з економічних реформ. З 1990 по 1991 рік він був директором Департаменту економічної та соціальної політики в канцелярії прем'єр-міністра.
З 6 травня по 24 червня 1991, Іван Міклош займав посаду міністра приватизації в кабінеті прем'єр-міністра Словацької республіки Яна Чарногурського. Після 1992 року кілька років був поза політикою. З 1992 по 1998 рік він був директором економічного мозкового центру M.E.S.A 10. У 1993 році він навчався в Лондонській школі економіки у Великій Британії. У 1994–1998 викладав в Трнавському університеті у м. Трнава.
З 1993 по 2000 він був членом Демократичної партії (Demokratická strana). Ця партія пішла на вибори у вересні 1998 року в рамках Словацької демократичної коаліції з чотирма іншими, в результаті отримавши владу. 30 жовтня 1998 Іван Міклош був призначений заступником прем'єр-міністра і міністра економіки в кабінеті нового прем'єр-міністра Мікулаша Дзурінди і працював протягом повного чотирирічного терміну.
У 2001 році він приєднався до створеного Словацького демократичного і християнського союзу (SDKU). У листопаді 2002 року він був обраний її віце-головою з питань економіки та освіти. На виборах у 2002 році партія отримала друге місце, але все-таки створила ще один коаліційний уряд. З 15 жовтня 2002 Іван Міклош обіймав посаду заступника прем'єр-міністра і міністра фінансів в другому кабінеті Мікулаша Дзурінди, працюючи протягом всього терміну, тобто до 4 липня 2006.
У результаті парламентських виборів 2006 року Іван Міклош знову потрапив до Національної ради від SDKU-DS. Працював у комітеті з питань фінансів, бюджету та валюти. У 2010 році він був переобраний. 9 липня 2010 призначений заступником прем'єр-міністра і міністром фінансів в уряді Івети Радічової. У 2012 році в черговий раз член парламенту.
З 2016 року Іван Міклош очолює групу радників прем’єр-міністра України Володимира Гройсмана.